# Emma Johansson (orienterare)
Emma Johansson, född den 7 oktober 1981 i Kristinehamn, är en svensk orienterare som tävlar för Domnarvets GoIF.  Hon blev svensk mästarinna på ultralång distans 2011 och 2012. Hon tog brons på medeldistansen vid VM 2015. Dessutom ordnade hon brons för Sverige dagen därpå i stafett, då hon spurtade förbi finska Minna Kauppi på slutsträckan. I VM 2017 i Tartu sprang hon tillsammans med Helena Jansson och Tove Alexandersson hem guldet i stafett åt Sverige.